# Deutsche Cadre-47/2-Meisterschaft 2021/22

Veranstaltungsort: Herten

Die Deutsche Cadre-47/2-Meisterschaft 2021/22 ist eine Billard-Turnierserie und fand am 24. April 2022 in Herten zum 88. Mal statt.

## Geschichte
Nach 15 Jahren, in denen die Cadre 47/2-Meisterschaft in Verbindung mit allen anderen Disziplinen in Bad Wildungen ausgetragen wurde, wurden ab der Saison 2022/23 die Disziplinen wieder geteilt. Die klassischen Disziplinen (Freie Partie, Cadre47/2, Cadre 71/2 und Einband) wurden wieder an verschiedene Austragungsorte vergeben. In der Saison 2021/22 fanden alle diese Disziplinen in Herten statt. Sven Daske aus Langendamm gewann zum sechsten Mal den Titel im Cadre 47/2 vor Markus Melerski und Arnd Riedel.

## Modus
Gespielt wurde im Round-Robin-Modus bis 250 Punkte. Die Endplatzierung ergab sich aus folgenden Kriterien:
1. Matchpunkte
2. Generaldurchschnitt (GD)
3. Höchstserie (HS)

## Teilnehmer
1. Sven Daske (SCB Langendamm) Titelverteidiger
2. Markus Melerski (Bfr. Schwelm)
3. Christian Pöther (ABC Merklinde)
4. Arnd Riedel (BG Hamburg)

## Abschlusstabelle
| MP    | Match Punkte (Sieger = 2; Unentschieden = 1; Verlierer = 0) |
| SV    | Satzverhältnis (nur bei Turnieren im Satzsystem)            |
| Pkte. | Erzielte Karambolagen                                       |
| Aufn. | benötigte Aufnahmen                                         |
| GD    | Generaldurchschnitt                                         |
| MGD   | Mannschafts-Generaldurchschnitt                             |
| BED   | Bester Einzeldurchschnitt eines Spielers                    |
| BEMD  | Bester Einzeldurchschnitt einer Mannschaft                  |
| BSD   | Bester Satzdurchschnitt eines Spielers                      |
| HS    | Höchstserie                                                 |
| WRP   | Weltranglistenpunkte                                        |

| Klassement                 | Klassement       | Klassement | Klassement | Klassement | Klassement | Klassement | Klassement | Klassement | Klassement |
| Platz                      | Name             | MP         | Pkte.      | Aufn.      | GD         | BED        | HS         |            |            |
| -------------------------- | ---------------- | ---------- | ---------- | ---------- | ---------- | ---------- | ---------- | ---------- | ---------- |
| 1                          | Sven Daske       | 4:2        | 505        | 15         | 33,66      | 50,00      | 145        |            |            |
| 2                          | Markus Melerski  | 4:2        | 687        | 22         | 31,22      | 125,00     | 182        |            |            |
| 3                          | Arnd Riedel      | 2:4        | 578        | 31         | 18,64      | 16,66      | 113        |            |            |
| 4                          | Christian Pöther | 2:4        | 475        | 32         | 14,84      | 20,83      | 149        |            |            |
| Turnierdurchschnitt: 22,45 |                  |            |            |            |            |            |            |            |            |